# SN 1997A
SN 1997A – supernowa typu Ia odkryta 3 stycznia 1997 roku w galaktyce A043133-6107. W momencie odkrycia miała maksymalną jasność 18,50m.